# Масив Монцені
Монцені — гірський масив на захід від прибережних пагорбів на північ від Барселони. Це частина Каталонського прибережного хребта.

## Особливості
Масив Монцені розташований у трикутнику, утвореному дорогами AP-7, C-17 і C-25. Він має найвищі гори в районі на південь від Піренеїв і домінує на рівнинах на південь від Жирони. На півдні лежить плато Ла Кальма. Між ними знаходиться долина річки Тордера.
Найвищі вершини — Turó de l'Home (1712 м), Les Agudes (1703 м), El Matagalls (1697 м) і Puig Drau (1344 м).

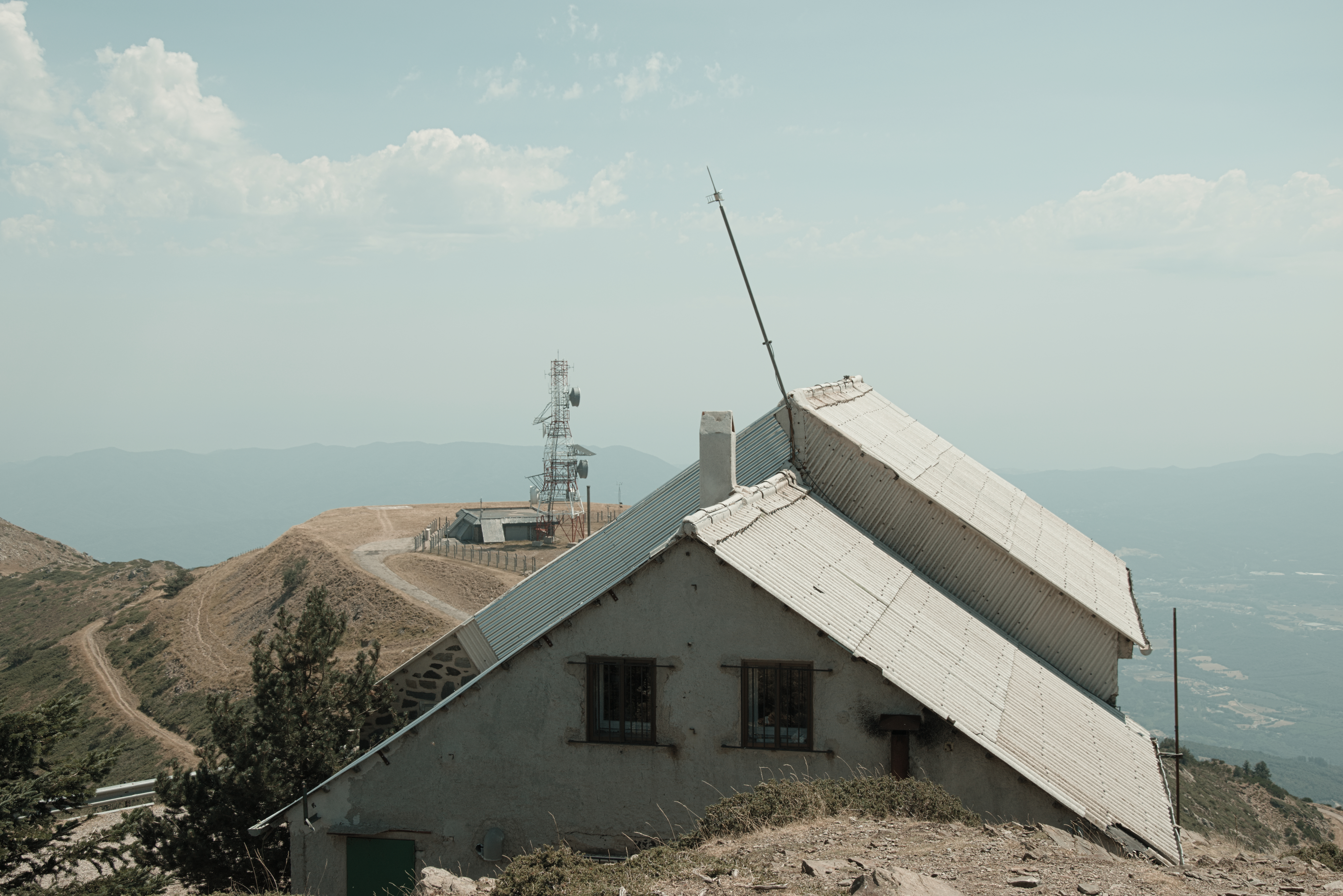
Метеорологічна обсерваторія на вершині Turó de l'Home на масиві Монцені

У масиві є велика кількість мегалітичних споруд, таких як менгіри, що вказує на те, що територія була заселена з дуже давніх часів.
В районі хребта розташоване водосховище Санта-Фе; будівельні роботи якого розпочалися в 1920 році і були завершені в 1935 році.
|  |  |

## Екологія
Монцені є охоронюваною територією, ЮНЕСКО призначив цей масив біосферним заповідником у 1978 році. Регіональний уряд Женералітату Каталонії призначив його природним парком у 1987 році, Природний парк Монцені (Parc Natural del Montseny).
Парк є домом для великої різноманітності фауни від середземноморської до альпійської. Тритон струмковий Монцені, що знаходиться під загрозою зникнення, відомий лише з району цього масиву.